# جويل كلاين
جويل كلاين (بالإنجليزية: Joel Klein)‏ هو محامي أمريكي، ولد في 25 أكتوبر 1946 في بروكلين في الولايات المتحدة.

## وصلات خارجية
- جويل كلاين على موقع IMDb (الإنجليزية)